# هانا چوباخ
هانا چوباخ (اوکراینی: Ганна Чубач؛ ۶ ژانویهٔ ۱۹۴۱ – ۱۹ فوریهٔ ۲۰۱۹) شاعر، روزنامه‌نگار اهل اوکراین بود.